# نوفوبانجيا

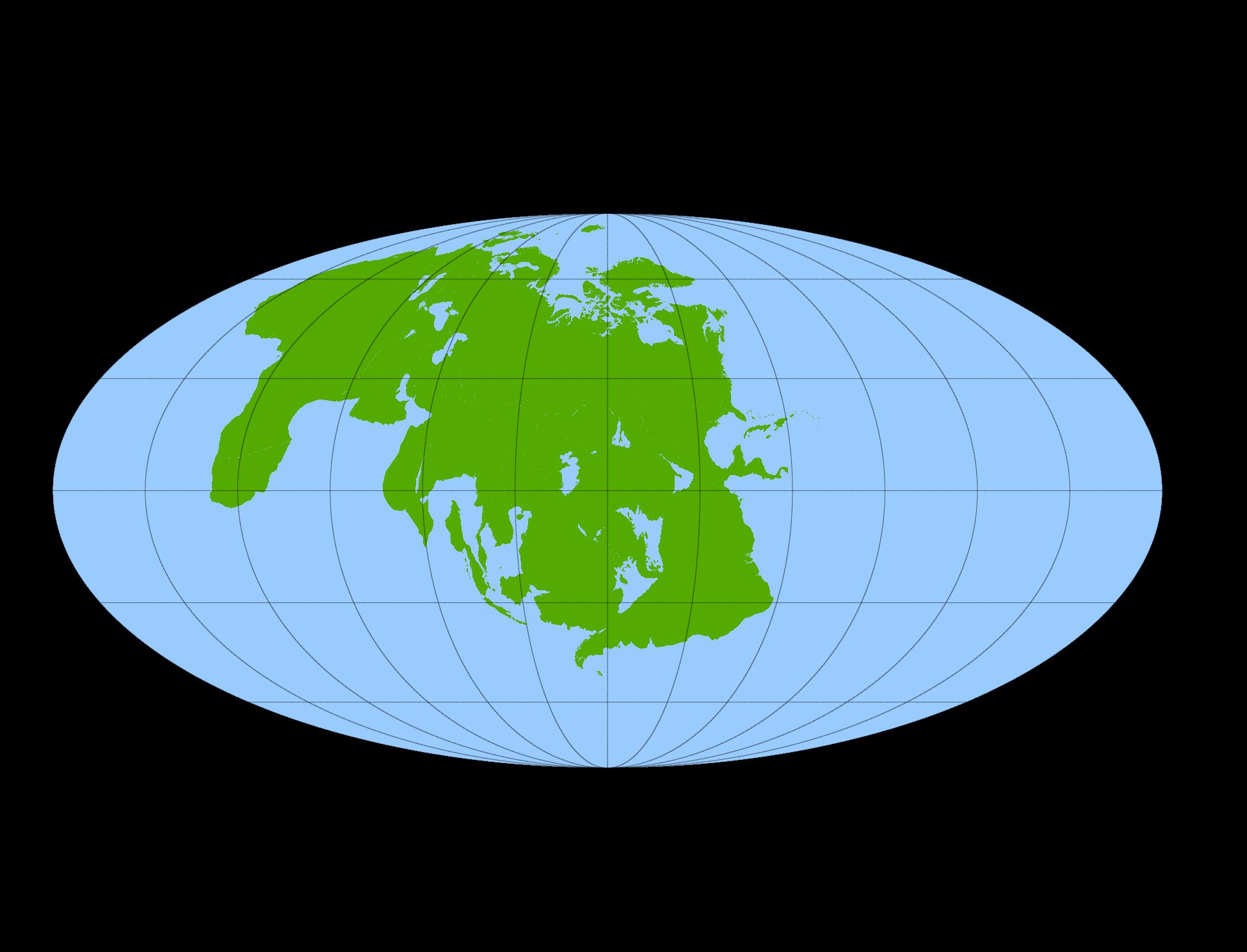
قارة نوفوبانجيا

نوفوبانجيا هي قارة عملاقة محتملة في المستقبل، فرضها ليفرمور روي في جامعة كامبريدج، في أواخر 1990s، على افتراض إغلاق المحيط الهادئ، لرسو السفن من أستراليا مع شرق آسيا، والحركة نحو الشمال من القارة القطبية الجنوبية.